# Tetragoneura correntina
Tetragoneura correntina är en tvåvingeart som beskrevs av Duret 1980. Tetragoneura correntina ingår i släktet Tetragoneura och familjen svampmyggor.
Artens utbredningsområde är Paraguay. Inga underarter finns listade i Catalogue of Life.